# World of Classics
World of Classics är ett privat bilmuseum vid Finkmossvägen 150 i Tumba, Botkyrka kommun. Museet har specialiserat sig på klassiska US-amerikanska bilar och uppges vara det största i sitt slag i Sverige. Museet är öppet för allmänheten vissa dagar i veckan.

## Museet
Museet öppnade i januari 2015 och skapades av entreprenören Leif-Ivan Karlsson med familj. World of Classics inryms i en äldre industrilokal med omkring 3 000 m² utställningsytor på tre plan. Här visar museet ett 100-tal iordninggjorda och körklara USA-bilar från 1940-, 1950- och 1960-talen samt tillhörande föremål, bland dem jukeboxar, varuautomater och ett 100-tal neonskyltar. På våning tre finns ett café och klassiska interiörer inspirerade av Elvis Presley och amerikanska barer från 1950-talet.

## Bilder

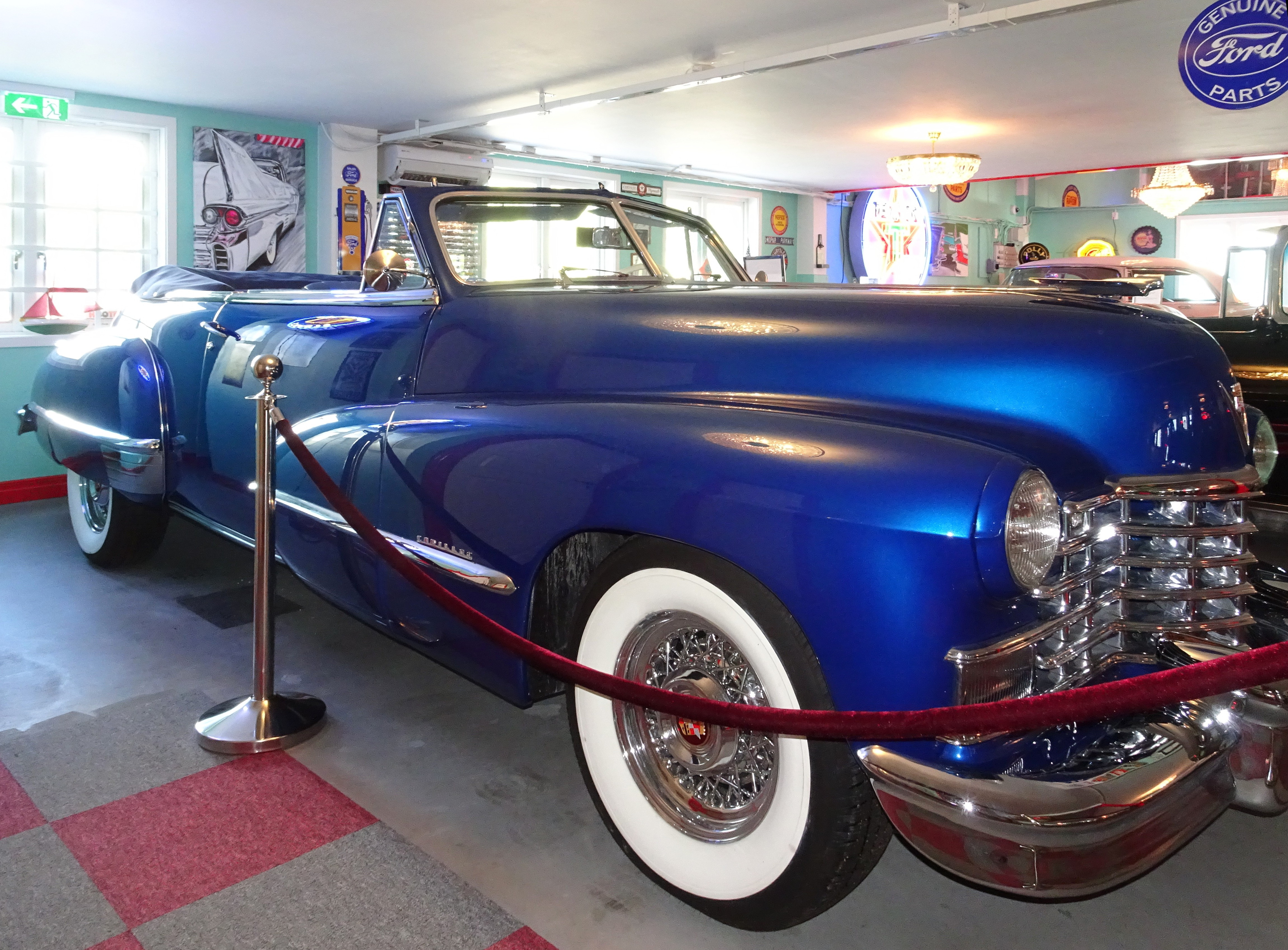
Cadillac Series 62 Cab, 1946.
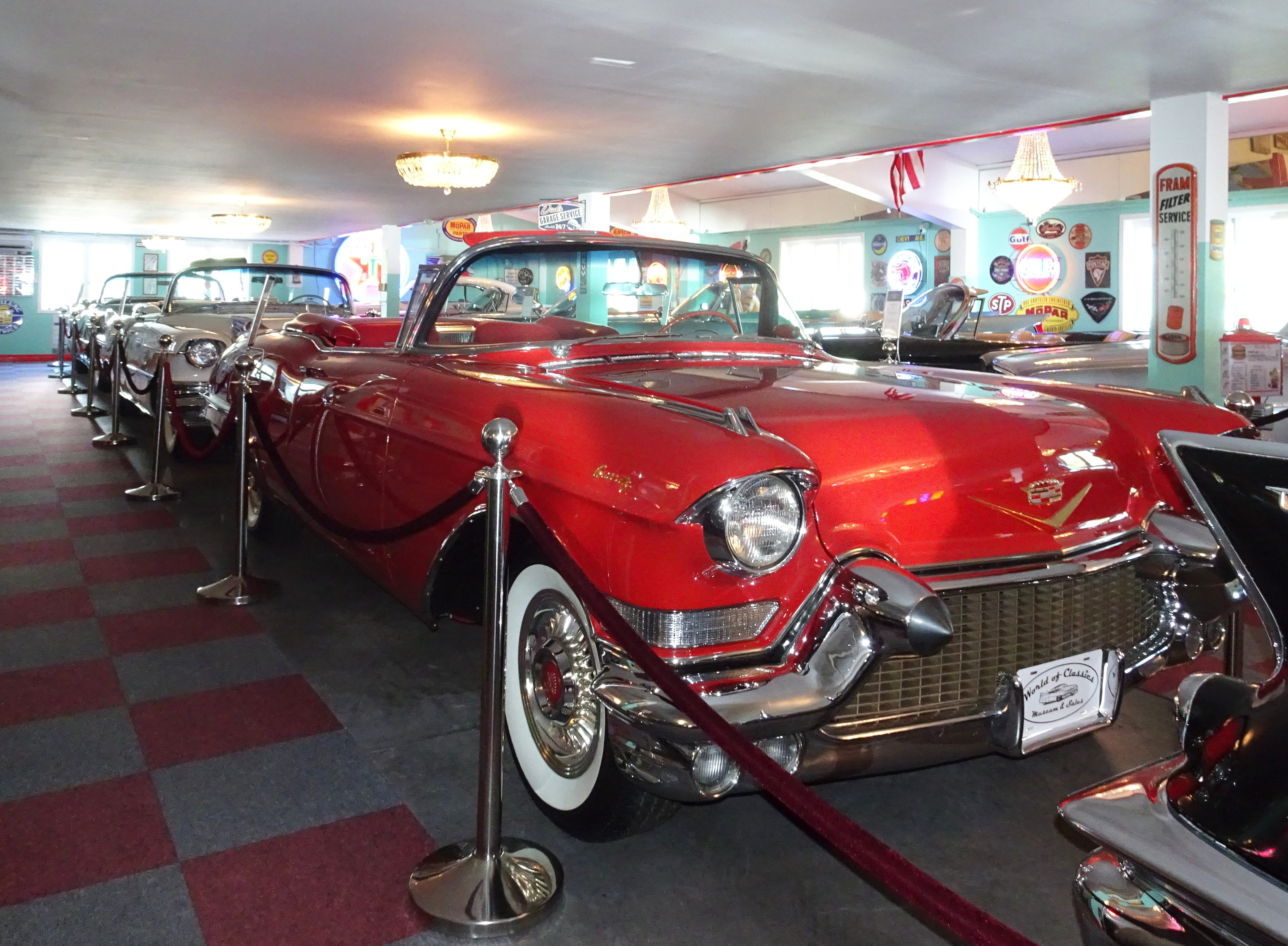
Cadillac Eldorado Biarritz, 1957.
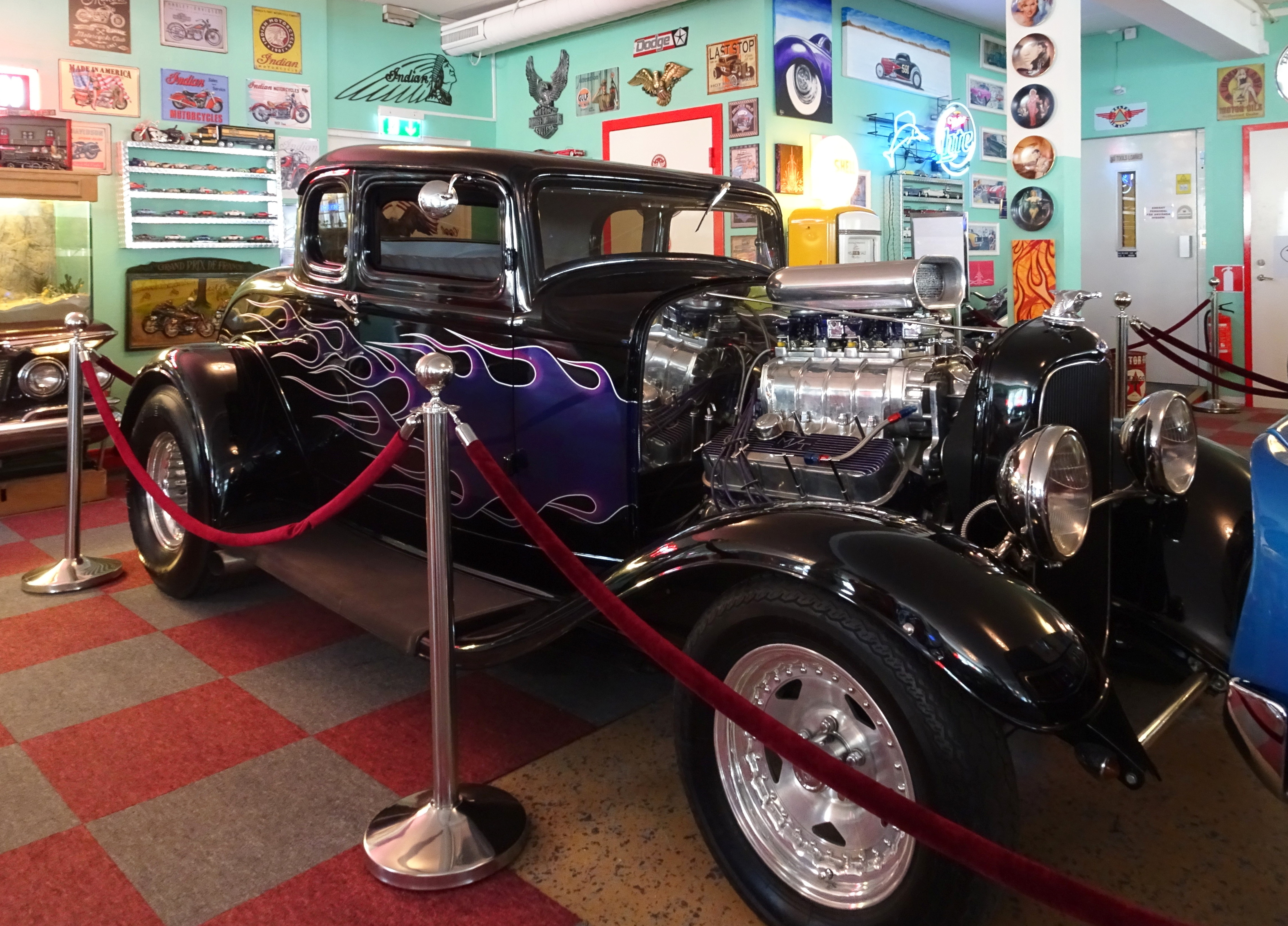
Ford Tudor Hot Rod, 1932.
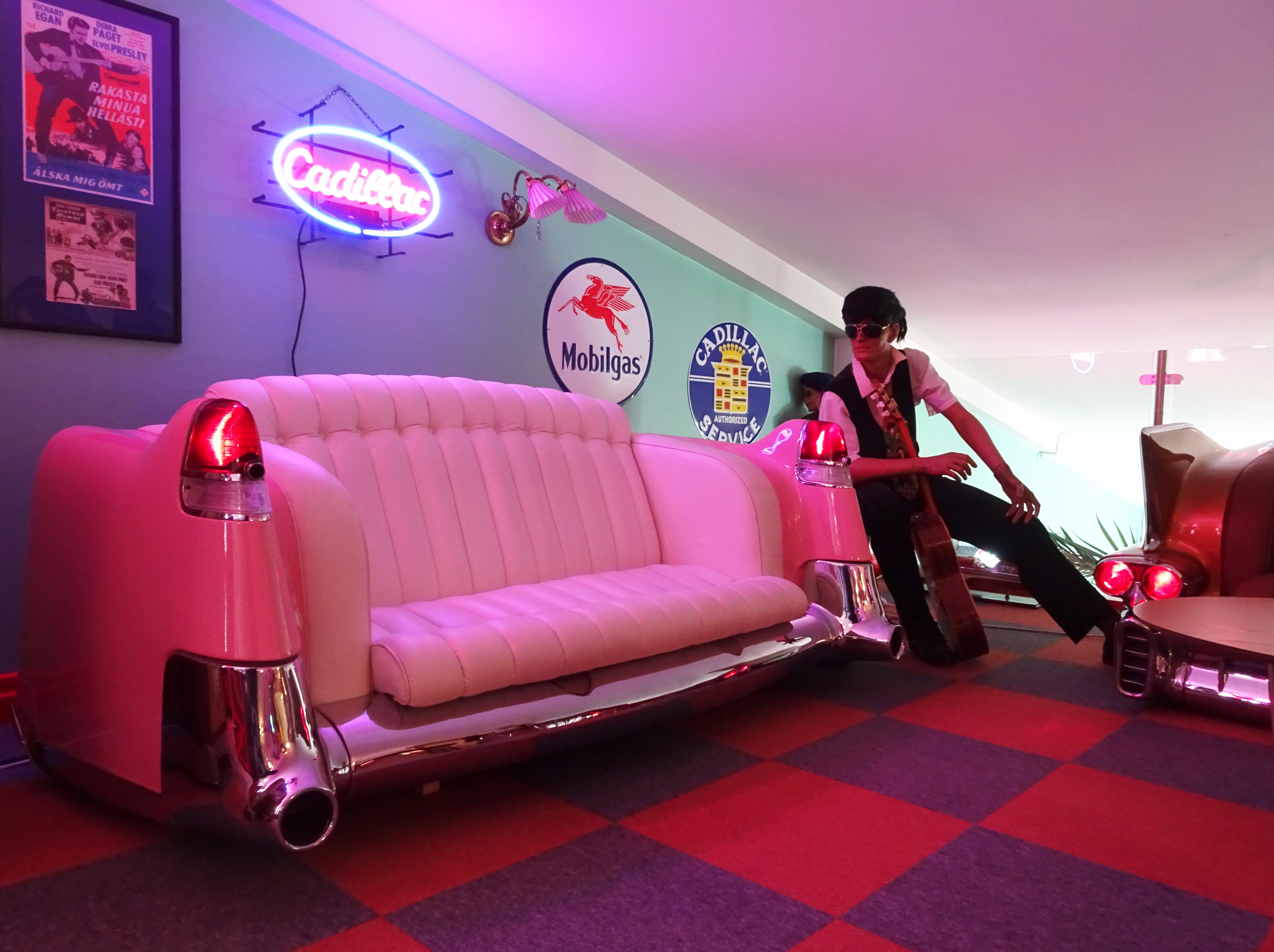
Avsågad bilbakdel som soffa.
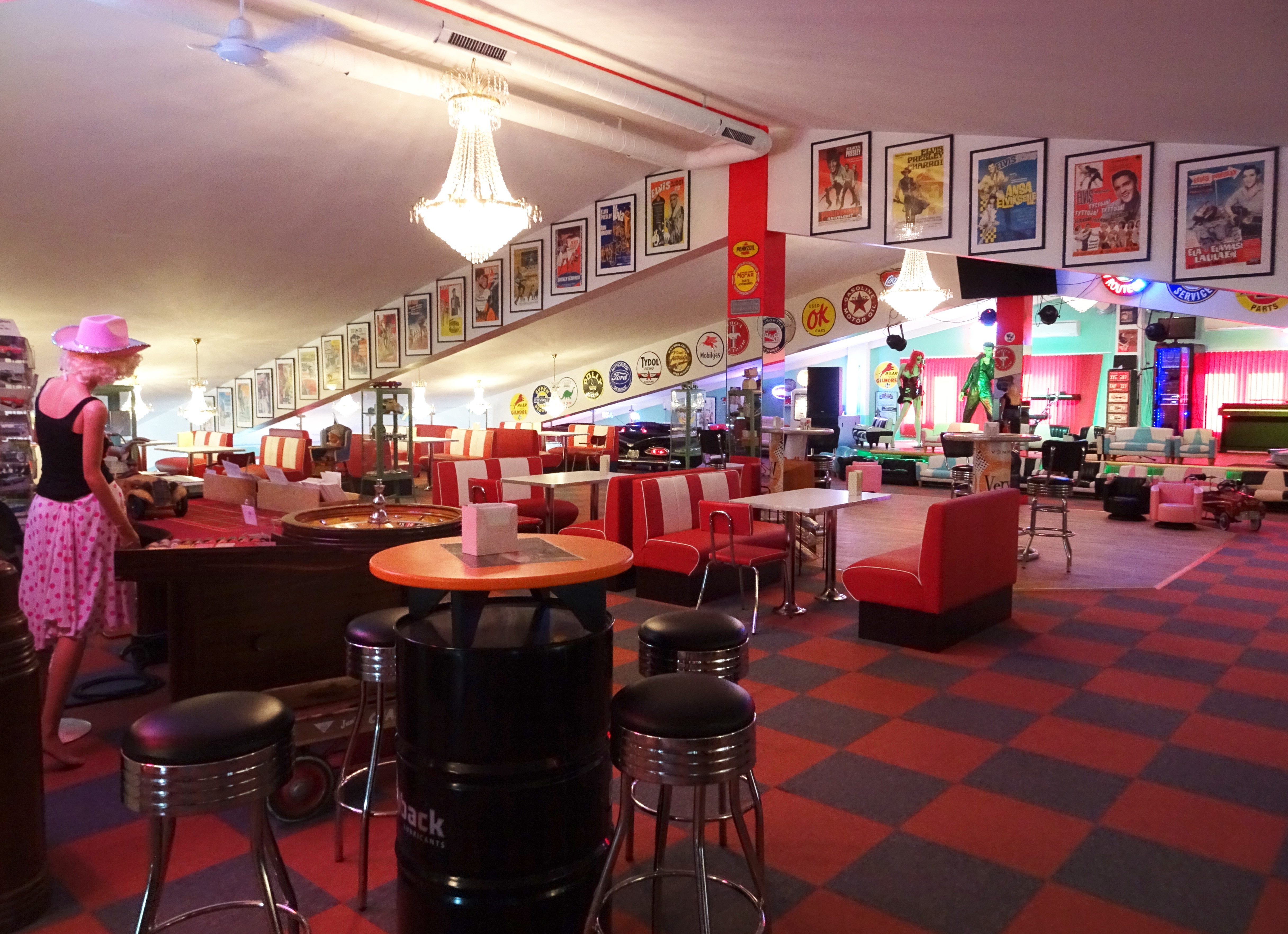
Caféet på våning tre.